# Фонвизины
Фонви́зины (нем. von Wiesen. До XVIII века писались фон Визены, затем фон Визины, написание в одно слово установлено в середине XIX в.) — древний русский дворянский род.
При подаче документов (1685) для внесения рода в Бархатную книгу была предоставлена родословная роспись Фон-Визиных и их герб.

## Происхождение и история рода
Представитель фамилии в конце XVII века называл своим родоначальником барона Берндта-Вольдемара фон Виссина — рыцаря ордена меченосцев, который был взят в русский плен в ходе Ливонской войны (1558—1583 годов). Место и время его пленения неизвестны. В дальнейшем фон Виссин получил русское имя Пётр Владимирович. Оставаясь в протестантской вере, он перешёл на воинскую службу в Москву, получив от Ивана IV поместья. Сыновья барона, продолжавшие исповедовать протестантскую веру, носили русские имена Денис, Борис и Юрий.
В период Смуты (начало XVII в.) фон Виссины оказались верны своему новому Отечеству, получив покровительство царя Василия Шуйского (1606—1610), активно привлекавшего служилых иноземцев и наёмников к вооружённой борьбе за престол.
В период польской интервенции 1610—1617 годов и обороны Москвы отличился Денис Петрович (Берндтович) фон Виссин, названный в жалованной грамоте (от 30 июля 1619) Михаила Фёдоровича «немецким ротмистром», стоявшим крепко и мужественно в боях и на приступах. За верность московскому государству ему были жалованы поместья и прибавка к окладу. В дальнейшем Д. П. фон Виссин служил в конных полках «нового строя» — будущей основе регулярной армии. Он упомянут в 1622 году на городовой службе в Угличе и в Коломне, а в 1628 году в Большом полку в Туле в чине ротмистра — командира отряда поместных немцев. Только он и стал продолжателем рода.
Сыновья Д. П. фон Виссина пошли по стопам отца, а средний — Денис Денисович фон Висин (с изменённым написанием фамилии) дослужился в 1660-е годы до чина рейтарского полковника. Его сын, Афанасий Денисович — самарский воевода. Другой, Юрий Денисович фон Висин принял православие с именем Афанасий. Представители рода были жалованы поместьями и грамотами. К этому роду принадлежат: Иван Андреевич, первый начавший писать свою фамилию «фон-Визин» (женат на Екатерине Васильевне Дмитриевой-Мамоновой, дочери графа и адмирала В. А. Дмитриева-Мамонова и Грушецкой), и его сыновья: известный русский писатель Денис Иванович и учёный Павел Иванович.

## Описание герба
В зелёном поле щита три (две вверху, одна внизу — треугольником от верхних углов к середине нижней части поля) золотые улитки.
В нашлемнике, сверх дворянской короны, эмблема фамилии — золотая улитка (в описании герба названная «змеем, свернувшимся в клубок») — повторена между развернутыми зелёными листьями. Намёт зелёный с красным, подложен золотом. Герб рода фон Визиных внесён в Часть 3 Общего гербовника дворянских родов Всероссийской империи, стр. 41.

## Геральдика
Герб Фонвизиных является одним из первых дворянских гербов, бытовавших в России. Между декабрём 1685 и 25 января 1686 года он был предоставлен в Палату родословных дел в числе доказательств, обосновывающих право семьи на внесение в родословную книгу.\

## Известные представители
- Фонвизины: барон Бернд-Пётр Владимирович и его сыновья  — Борис и Юрий Петровичи убиты Лжедмитрием I.
- Фонвизин Юрий Денисович — принял православие (1653), получив при крещении имя Афанасий, пожалован в том же году в стольники.
- Фонвизин Иван Афанасьевич — стряпчий (1692)[6].
- Фонвизины: Афанасий Денисович, Фёдор и Андрей Афанасьевичи  — стольники (1656-1692)[6].
- Фонвизин Сергей Павлович (1783-1860) — действительный статский советник, предводитель дворянства Клинского уезда.
- Фонвизин Михаил Александрович (1788-1854) — генерал-майор, декабрист.
- Фонвизин Иван Сергеевич — действительный статский советник, московский губернатор.